# Восстание священников
Восстание священников (мальт. Ir-Rewwixta tal-Qassisin) произошло в городе Валлетта под руководством мальтийского духовенства против ордена Святого Иоанна, который управлял Мальтой. Восстание произошло 8 сентября 1775 года, но было подавлено орденом в течение нескольких часов. Мятежники были взяты в плен. Некоторые казнены, другие сосланы или заключены в тюрьму.

## Причины восстания
Причины восстания можно проследить до 1773 года, когда Франсиско Хименес де Техада был избран Великим магистром после смерти Мануэля Пинту да Фонсека. После своего избрания Хименес обнаружил, что сокровищница пуста, поэтому он ввёл меры жёсткой экономии, включая сокращение расходов и повышение цен на кукурузу. Это сделало его непопулярным как среди духовенства, так и среди простых людей.
Хименес издал указ, запрещающий охоту на зайцев (на мальтийском: Fenek tax-xiber), против этого выступил епископ Джованни Кармин Пеллерано и духовенство в целом. Другие события также создали напряжённость между духовенством и орденом.

## Ход восстания

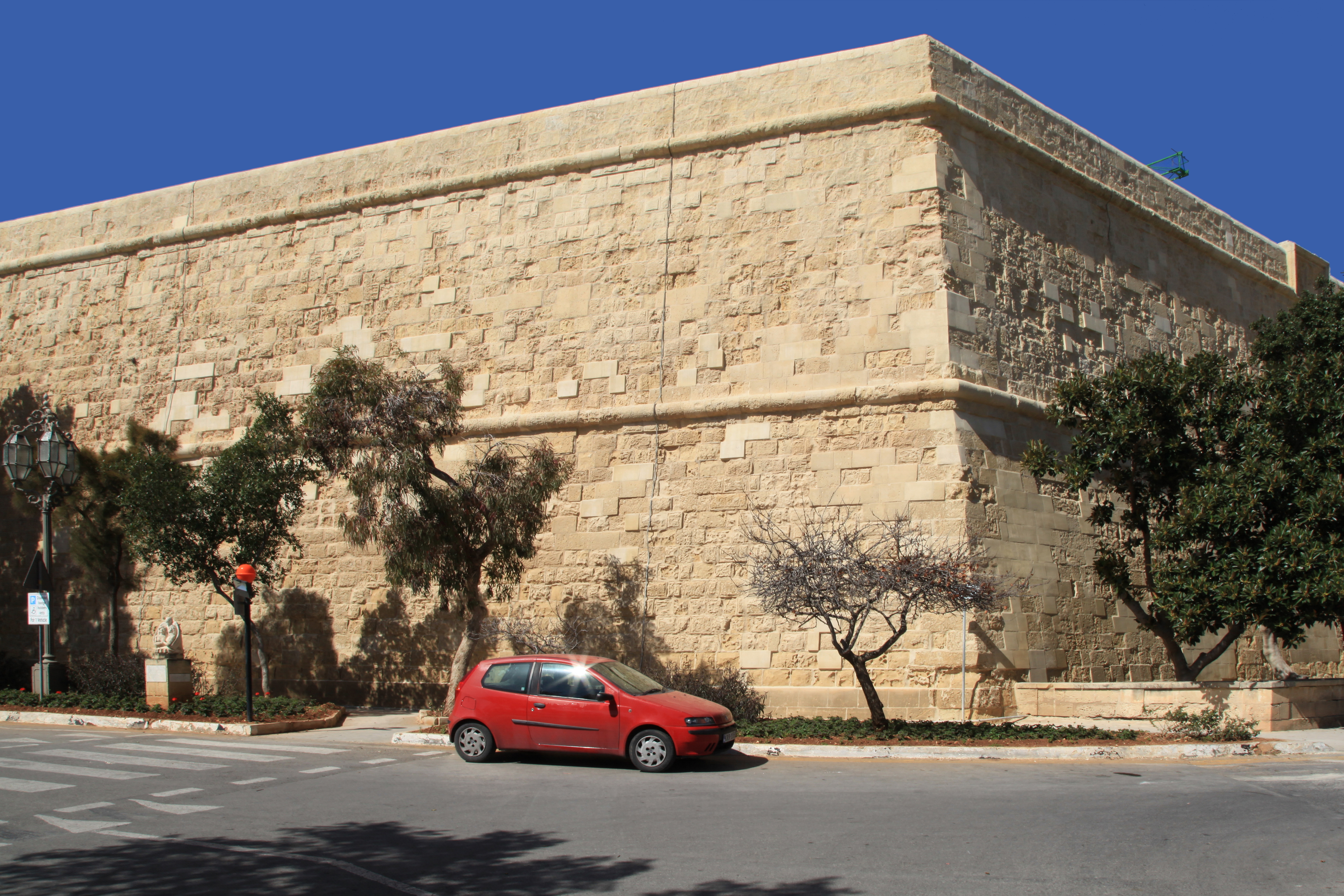
Форт Святого Иакова, который был захвачен повстанцами

Из-за напряженности в отношениях между орденом и духовенством, а также плохого общественного мнения о Хименесе, священники во главе с Доном Гаэтано Маннарино стали готовить заговор против ордена госпитальеров. Они выбрали 8 сентября днем начала восстания, так как армия ордена и линейные корабли в этот день находились в море вместе с кораблями Испании, и Валлетта не была защищена. Всего в подготовке к восстанию приняло участие 28 священнослужителей и большое количество прихожан.
8 сентября 1775 года, в день восстания, в пункт сбора пришло только 18 из 28 священнослужителей. Несмотря на это, Маннарино все же решил начать восстание. Группа из 13 человек захватила форт Святого Эльма на северной оконечности Валлетты, а остальные повстанцы захватили кавальер Святого Джеймса в противоположном конце города. Восставшие опустили флаг ордена и вместо него было поднято знамя Святого Павла.
Восставшие не смогли захватить весь город, так как городская магистратура приняла экстренные меры. В частности, населению не разрешалось покидать свои дома, было объявлено военное положение и поднята по тревоге городская милиция.
После начала восстания Хименес созвал государственный совет, чтобы спланировать подавление восстания. Совет направил генерального викария выяснить требования повстанцев, которые согласились на переговоры. Тем не менее, восставшие стали угрожать взорвать склад пороха Святого Эльма, взрыв которого нанес бы серьёзный ущерб форту и городским укреплениям. В связи с этим орден решил силой вернуть захваченные укрепления. Форт Святого Эльма был захвачен после короткой перестрелки, а вскоре после этого сдался и бастион Сент-Джеймс. Двенадцать из 18 участвовавших в восстании священников оставались на своих постах до конца.

## Последствия
После поражения повстанцы были посажены в тюрьму форта Святого Эльма. Трое восставших были казнены, а другие заключены в тюрьму, сосланы или оправданы.
Лидер восстания Маннарино был одним из приговорённых к пожизненному заключению, но был освобождён вместе с другими политзаключёнными после более чем двадцатилетнего тюремного заключения во время французской оккупации Мальты в 1798 году. Он умер в 1814 году в возрасте 81 года.